# 木見村
木見村（きみそん）は、岡山県児島郡にあった村。現在の倉敷市の一部にあたる。

## 地理
児島半島の中部、熊山・タコラ山・竜王山と連なる山並みの西麓、郷内川に沿う崖錐に位置していた。

## 歴史
- 1889年（明治22年）6月1日、町村制の施行により、児島郡山村、尾原村、木見村が合併して村制施行し、木見村が発足[1][2]。旧村名を継承した山村、尾原、木見の3大字を編成[2]。
- 1906年（明治39年）4月1日、村域を二分割し、大字尾原・木見は児島郡福岡村、彦崎村（一部）と合併し郷内村を新設[1][2]。大字山村は児島郡田ノ口村に編入され木見村は廃止[1][2]。合併編入後、郷内村大字尾原・木見、田ノ口村大字山村となる[2]。

### 地名の由来
承久の乱で配流された後鳥羽上皇第4皇子頼仁親王、すなわち君による。

## 産業
- 農業[2]